# Orsillacis producta
Orsillacis producta är en insektsart som beskrevs av Barber 1914. Orsillacis producta ingår i släktet Orsillacis och familjen fröskinnbaggar. Inga underarter finns listade i Catalogue of Life.